# Hiroshi Suzuki (trombonista)
Hiroshi Suzuki (鈴木 弘?, Suzuki Hiroshi; Yokohama, 12 novembre 1933 – Las Vegas, 16 gennaio 2020) è stato un trombonista jazz giapponese naturalizzato statunitense.

## Carriera
Suzuki si trasferì negli Stati Uniti all'età di 38 anni per unirsi alla band del celebre batterista e leader Buddy Rich. Stabilitosi a Las Vegas, Suzuki vi rimase per alcuni anni prima di tornare in Giappone nel 1975. Durante il suo rientro, registrò le cinque tracce del suo album Cat, pubblicato il 26 febbraio 1976. Al momento della sua uscita, l'album non ottenne particolare successo. Tuttavia, nel 2015, a 39 anni di distanza, la Columbia Records lo ripubblicò in Giappone, offrendolo a un pubblico più ampio. Nel XXI secolo, l'album ha ricevuto un rinnovato apprezzamento dalla critica.

## Vita privata
Suzuki è morto il 16 gennaio 2020 a Las Vegas all'età di 86 anni.

## Discografia

### Album in studio
- Variation (1969) (Hiroshi Suzuki & Masahiko Togashi Quintet)
- Up Up and Away (1969) (Hiroshi Suzuki & His Happy Cats)
- Trombone Standard Deluxe (1969)
- Trombone Deluxe (1970)
- Cat (1976)